# Louise Robic
Pour les articles homonymes, voir Robic.
Louise Robic, née le 25 janvier 1935 à Montréal et morte le 13 mars 2020, est une femme politique québécoise.

## Biographie
Louise Robic est la fille de Jean-Baptiste Goyer, un homme d'affaires, et Berthe Trudeau. Elle a étudié au Couvent Notre-Dame-des-Anges, situé à Saint-Laurent, et a suivi le cours commercial du Alexander Business College de l'avenue du Mont-Royal à Montréal. Elle a également été formée en vente, en gestion et en relations humaines, et a fréquenté l'Université McGill.
Durant les années 1970, elle a occupé divers emplois, notamment chez Air Canada et au Trust Royal.

### Carrière politique
Louise Robic a été candidate défaite au conseil municipal de la ville de Roxboro en 1974.
Elle a été directrice de l'animation au Parti libéral du Québec de 1979 à 1980. Durant cette période, elle a été impliquée dans la campagne référendaire de 1980, notamment comme une des organisatrices du rassemblement des Yvettes à Montréal. Elle a ensuite été présidente du parti de 1982 à 1985. Cette année-là, elle est élue députée de la circonscription de Bourassa aux élections générales québécoises. Le Premier ministre Robert Bourassa la nomme immédiatement ministre des Communautés culturelles et de l'Immigration, poste qu'elle conserve pendant plus de trois ans. En mars 1989, elle change de poste pour devenir ministre déléguée à la Santé et aux Services sociaux.
Elle est réélue aux élections générales de 1989, après lesquelles elle est nommée ministre déléguée aux Finances. Durant son mandat à ce poste, elle a piloté des projets de loi et de réglementation concernant le secteur des assurances, les intermédiaires de marché, le courtage immobilier, les centres financiers internationaux et la restructuration des activités de surveillance.
Lorsque Daniel Johnson fils devient Premier ministre en remplacement de Robert Bourassa, en janvier 1994, elle n'obtient pas de poste dans le nouveau cabinet. Par la suite, le 14 avril, elle démissionne de son poste de députée.

## Carrière après la politique
Louise Robic a été de 1997 à 2007 commissaire à la Commission de l'immigration et du statut de réfugié du Canada. Elle a aussi été impliquée dans différents organismes et fondations, dirigeant notamment la section du Québec de la Société canadienne du cancer de 1999 à 2002.

## Distinctions
Louise Robic a été nommée dame pro Merito Militensi de l'ordre souverain de Malte en 1993. Elle a également reçu la Médaille du jubilé d'or d'Élisabeth II en 2002. Elle est récipiendaire, en 2005, de la Médaille de l'Assemblée nationale.